# Nuka K. Godtfredsen
Nuka Konrad Godtfredsen (1970 – ) er en grønlandsk tegner og grafiker.
Han blev født i Narsaq på Grønland og uddannet som grafisk designer i 1995 i Aalborg. Efter uddannelsen har han arbejdet freelance med sit fag. Fra 2001-2004 har han tegnet for Inerisaavik/Pilersuiffik. Fra 2007 har han været hos SILA, Nationalmuseet. Han har lavet frimærker for Grønlands postvæsen i 2006, 2010 og 2011 samt illustrationer til en lang række bøger og undervisningsmaterialer.
Er i gang med fjerde album i rækken af arkæologiske tegneserier om Grønlands forhistorie for Nationalmuseet og skolebogsforlaget Ilinniusiorfik. Første album "De første skridt" udkom i 2009 på grønlandsk, dansk og engelsk og i 2015 på japansk. Andet album "Hermelinen" udkom i 2012 på grønlandsk og dansk og i 2013 på engelsk. I 2015 udkom tredje album "Gaven" på grønlandsk, dansk og engelsk. Tegninger fra de to første album bliver vist på vandreudstillingen "Qanga". Har tidligere skabt tegneseriefiguren Andala.

## Eksterne referencer
- Hjemmesiden Andala. Arkiveret 1. december 2020 hos  Wayback Machine